# Caldeirão com Mion
Caldeirão com Mion é um programa de auditório brasileiro produzido pela TV Globo e exibido nas tardes de sábado desde 4 de setembro de 2021, apresentado por Marcos Mion. Com redação final de Alexandre Pimenta, tem direção artística de Geninho Simonetti.

## Formato

### Primeira Fase (2021–2022)
A primeira fase durou de 4 de setembro de 2021 a 19 de março de 2022. Inicialmente, o programa estava sendo tratado apenas como provisório, tendo como data de término dezembro de 2021, quando o apresentador iria deixar o Caldeirão para comandar o reality Túnel do Amor, no Multishow. Porém, com o sucesso de audiência e repercussão que o formato teve, a TV Globo desistiu da ideia e Marcos Mion seguiu no comando do show.
Nesta fase, os quadros do programa foram Sobe o Som, Isso a Globo Mostra e Mamãe, Tô na Globo!. Provém do Caldeirão do Huck apenas o Tem ou Não Tem, que passou por algumas alterações.

### Segunda Fase (2022–2024)

Logotipo do programa, usado de 26 de março de 2022 a 9 de março de 2024

Em 26 de março de 2022, o programa sabatino ganhou uma "nova temporada", com novidades no formato como o quadro Caldeirola, que divide espaço com quadros já existentes, quatro assistentes de palco, o Panda e o Globolinho, que ficam no palco junto com Mion e Homem no Dinossauro e a Menina Canguru, que ficam na plateia, e a mudança de nome para Caldeirão com Mion. Em 9 de abril, teve sua duração aumentada em duas horas.

### Terceira Fase (2024–presente)
Em 16 de março de 2024, o programa estreou a sua quarta temporada e sofreu uma grande reformulação, visando reverter as críticas que sofria anteriormente pela falta de variedade de quadros, lançando um novo cenário, baseado no Madison Square Garden, e um novo logotipo. Entre os novos quadros, está o Caldeirokê e o aumento em entrevistas externas.
Além disso, o programa também ganhou edições especiais fora dos Estúdios Globo, sendo gravada na região da Praia de Porto das Dunas, no Ceará, sendo transmitida durante as férias de verão em 2025.

## Antecedentes
Em 25 de janeiro de 2021, o colunista Lauro Jardim anunciou que o Domingão do Faustão sairia do ar em dezembro. A direção da Globo propôs criar uma atração com Fausto Silva às quintas-feiras, mas o apresentador preferiu não aceitar. Essa decisão encerra um ciclo de 32 anos na emissora.
Em 22 de julho, a emissora divulgou que iria adiantar a estreia de Luciano Huck aos domingos após antecipar a saída de Faustão no mês anterior. Com a transferência do apresentador dos sábados, a Globo resolveu encerrar o Caldeirão do Huck. Em 6 de agosto, Marcos Mion foi contratado pelo canal para comandar uma nova versão do programa.
Previsto inicialmente para apresentar o Caldeirão até o final de 2021, Mion foi efetivado no comando do programa em 20 de outubro.

## Produção
O Caldeirão com Mion é o segundo programa da Globo e a primeira atração gravada nos Estúdios Globo a receber plateia física após um ano e cinco meses de uso de métodos virtuais devido às medidas de prevenção sanitárias em meio à pandemia de COVID-19. A plateia é composta de pessoas, em número limitado, vacinadas com as duas doses da vacina contra a doença.
Em 6 de novembro de 2021, o programa não foi exibido por conta da cobertura do velório e sepultamento da cantora Marília Mendonça, vítima de um acidente aéreo no dia anterior.

## Quadros
- ABC do Mion[21]
- A Arte Transforma[22]
- Beat Your Host[22]
- Caldeirão das Vozes
- Caldeirokê
- Caldeirola
- Isso a Globo Mostra
- Mamãe, Tô na Globo!
- Por quê, Mion?[23]
- Sobe o Som
- Sobe o Som: Lá em Casa
- Super Dupla[24]
- Tem ou Não Tem?
- Toque de Caixa
- TV Teca[25]
- Vai ou Não Vai?[22]

## Elenco
| Nome             | Função      | Nota                               | Ano             |
| ---------------- | ----------- | ---------------------------------- | --------------- |
| Juliana Paes     | Jurada fixa | Quadro: "Caldeirola"               | 2022–2023       |
| Nany People      | Jurada fixa | Quadro: "Caldeirola"               | 2022–presente   |
| Robson Nunes     | Jurado fixo | Quadro: "Caldeirola"               | 2022–presente   |
| Otávio Müller    | Jurado fixo | Quadro: "Caldeirola"               | 2022–presente   |
| Dani Calabresa   | Painelista  | Quadros: "ABC do Mion" e "TV Teca" | 2023–presente   |
| Luís Miranda     | Painelista  | Quadros: "ABC do Mion" e "TV Teca" | 2023–presente   |
| Mariana Santos   | Painelista  | Quadro: "ABC do Mion"              | 2023            |
| Welder Rodrigues | Painelista  | Quadros: "ABC do Mion" e "TV Teca" | 2023–presente   |
| Evelyn Castro    | Painelista  | Quadro: "TV Teca"                  | 2023–presente   |
| Jojo Maronttinni | Painelista  | Quadros: "ABC do Mion" e "TV Teca" | 2023–2024       |
| Lucas Lima       | Jurado fixo | Quadro: "Caldeirokê"               | 2024 — presente |
| Diego Martins    | Jurado fixo | Quadro: "Caldeirokê"               | 2024 — presente |

## Repercussão

### Da mídia
O programa foi inicialmente muito bem avaliado pelos críticos e por internautas nas redes sociais, sobretudo com o conteúdo mostrado e pela tranquilidade do apresentador titular, principalmente pelo seu desenvolvimento no palco com os convidados.
Em 2023, Sandro Nascimento, colunista do portal UOL, fez uma reavaliação do programa. Segundo ele, Caldeirão foi "uma unanimidade nas redes sociais" em sua estreia, mas apresenta "um cenário totalmente diferente de agora". Ele criticou os discursos de Mion, afirmando que o "choro e a alegria são exagerados" e que soa ao público como "não tão verdadeiro". Nascimento também criticou a falta de renovação de quadros: "Quem assistiu no último sábado vai assistir a mesma coisa na próxima semana".
Lo Bianco, do portal IG, chamou o programa de "exagerado, caricato e cansativo". Lucas Pasin, também do UOL, alegou que Huck e Mion realizaram trajetórias distintas após as mudanças de 2021. Segundo ele, Domingão com Huck "nadou contra críticas" e apresentou reformulações, enquanto Mion "se acomodou com público nas mãos".
Em decorrência das críticas, a emissora apresentou novos quadros para 2024, inclusive fora do estúdio. A mudança foi apontada como uma versão do quadro apresentado por Gugu Liberato no Domingo Legal, anteriormente o programa já foi acusado de copiar atrações do SBT. Mas, apesar das mudanças, o programa continuou sendo alvo de críticas dos telespectadores pelo excesso de "emoção" do Mion, além de acusar o apresentador de egocentrismo ao tentar aparecer mais que os convidados e supostamente se promover usando a causa autista.
Em 2025 o quadro Caldeirão das Vozes não caiu no gosto do público, levando a comparação do formato com celebrações de missas pela utilização de músicas gospels e até mesmo com o Programa Raul Gil, que investia nesse segmento em alguns momentos.

### Audiência
Em seu programa de estreia, registrou 15,9 pontos, chegando a picos de 20 pontos, superando os índices de todas as edições do Caldeirão do Huck, seu programa antecessor. Também foi a maior média de um sábado nos últimos dois anos.
No dia 26 de novembro de 2022, registrou sua maior audiência desde a estreia com 19,5 pontos e picos de 27,1. Nesse dia, o programa foi impulsionado pela alta audiência da partida entre Argentina e México pela Copa do Mundo.
Em 30 de outubro de 2022, registrou um recorde negativo, perdendo a liderança para o SBT. A concorrente, que exibia a final da Libertadores, registrou 16,2 pontos de média em São Paulo contra 11 da TV Globo. No Rio de Janeiro, a disparidade foi maior, com 28 pontos de média e picos de 30 para o SBT, contra 8,5. Em 17 de julho de 2023 registrou outro recorde negativo. Em decorrência da exibição de uma partida da Copa do Brasil, a transmissão foi adiantada e registrou apenas 9,1 pontos de média na Grande São Paulo, mas permanecendo na liderança.
A F5 Folha, que classificou a atração como "cansativo" em outubro de 2023, avaliou que o programa registrou uma pequena queda na audiência nos últimos três anos. Em 2021, Caldeirão fechou uma média de 12,7 pontos, no ano seguinte registrou queda de um décimo e em 2023, até o mês avaliado, mantinha 11,7 pontos de média em São Paulo.

## Prêmios e indicações
| Ano  | Prêmio          | Categoria             | Trabalho              | Resultado | Ref.          |
| ---- | --------------- | --------------------- | --------------------- | --------- | ------------- |
| 2022 | Troféu Imprensa | Melhor Programa de TV | Melhor Programa de TV | Venceu    | [ 42 ] [ 43 ] |